# Valada
Valada es una freguesia portuguesa del concelho de Cartaxo, con 41,34 km² de superficie y 903 habitantes (2001). Su densidad de población es de 21,8 hab/km².